# Xenostega subumbrata
Xenostega subumbrata är en fjärilsart som beskrevs av W. Warren 1904. Xenostega subumbrata ingår i släktet Xenostega och familjen mätare. Inga underarter finns listade i Catalogue of Life.